# Wardensville
Wardensville és una població dels Estats Units a l'estat de Virgínia de l'Oest. Segons el cens del 2000 tenia 246 habitants.

## Demografia
Segons el cens del 2000, Wardensville tenia 246 habitants, 104 habitatges, i 63 famílies. La densitat de població era de 306,4 habitants per km².
Dels 104 habitatges en un 27,9% hi vivien nens de menys de 18 anys, en un 49% hi vivien parelles casades, en un 8,7% dones solteres, i en un 38,5% no eren unitats familiars. En el 35,6% dels habitatges hi vivien persones soles el 22,1% de les quals corresponia a persones de 65 anys o més que vivien soles. El nombre mitjà de persones vivint en cada habitatge era de 2,34 i el nombre mitjà de persones que vivien en cada família era de 3,05.
Per edats la població es repartia de la següent manera: un 25,2% tenia menys de 18 anys, un 5,3% entre 18 i 24, un 31,7% entre 25 i 44, un 20,7% de 45 a 60 i un 17,1% 65 anys o més.
L'edat mediana era de 37 anys. Per cada 100 dones de 18 o més anys hi havia 70,4 homes.
La renda mediana per habitatge era de 28.864 $ i la renda mediana per família de 41.875 $. Els homes tenien una renda mediana de 30.000 $ mentre que les dones 22.143 $. La renda per capita de la població era de 19.037 $. Entorn del 8,5% de les famílies i el 10,2% de la població estaven per davall del llindar de pobresa.

## Poblacions més properes
El següent diagrama mostra les poblacions més properes.